# Jatiel
Jatiel is een gemeente in de Spaanse provincie Teruel in de regio Aragón met een oppervlakte van 10,84 km². Jatiel telt 42 inwoners (1 januari 2016).

## Demografische ontwikkeling
Bron: INE, 1857-2011: volkstellingen
Albalate del Arzobispo · Azaila · Castelnou · Híjar · Jatiel · La Puebla de Híjar · Samper de Calanda · Urrea de Gaén · Vinaceite